# Reichstagswahlkreis Königreich Sachsen 14

Die Wahlkreisaufteilung des Deutschen Reichs.

Der Reichstagswahlkreis Königreich Sachsen 14 (in der reichsweiten Durchnummerierung auch Reichstagswahlkreis 298; auch Reichstagswahlkreis Borna genannt) war der vierzehnte Reichstagswahlkreis für das Königreich Sachsen für die Reichstagswahlen im Deutschen Reich und im Norddeutschen Bund von 1867 bis 1918.

## Wahlkreiszuschnitt
Der Wahlkreis umfasste die Amtshauptmannschaft Borna ohne die Gemeinden Peres, Pulgar, Rötha mit Gutsbezirk, Dahlitzsch, Espenhain, Gaulis, Geschwitz, Großpötzschau, Hain bei Borna, Kreudnitz, Mölbis mit Gutsbezirk, Muckern mit Gutsbezirk, Trachenau mit Gutsbezirk, Kömmlitz mit Gutsbezirk und Ölzschau; Amtsgerichtsbezirk Colditz und Gemeinden Ballendorf, Bernbruch, Etzoldshain, Glasten, Großbuch, Lauterbach und Otterwitz der Amtshauptmannschaft Grimma; Amtsgerichtsbezirk Penig und Amtsgerichtsbezirk Rochlitz ohne die Gemeinden Geringswalde, Aitzendorf, Altgeringswalde, Arras, Dittmannsdorf bei Rochlitz, Hermsdorf bei Rochlitz, Klostergeringswalde mit Gutsbezirk, Crossen bei Mittweida mit Gutsbezirk der Amtshauptmannschaft Rochlitz.
Dies entsprach ursprünglich den Gerichtsamtsbezirken Pegau, Borna, Lausick, Colditz, Geithain, Frohburg, Rochlitz und Penig.
| Jahr | Einwohner |
| ---- | --------- |
| 1890 | 121.818   |
| 1895 | 122.484   |
| 1900 | 124.751   |
| 1905 | 126.857   |
| 1910 | 131.374   |

|      | Landwirtschaft | Industrie und Gewerbe | Handel und Dienstleistungen |
| ---- | -------------- | --------------------- | --------------------------- |
| 1895 | 41,1           | 43,1                  | 15,8                        |
| 1907 | 30,4           | 54,0                  | 15,6                        |

|      | Evangelisch | Katholisch |
| ---- | ----------- | ---------- |
| 1890 | 98,4        | 1,5        |
| 1905 | 97,8        | 2,1        |
| 1910 | 97,0        | 3,0        |

## Abgeordnete
| Wahl                                 | Abgeordneter                       | Partei          | Bild |
| ------------------------------------ | ---------------------------------- | --------------- | ---- |
| Reichstagswahl Februar 1867 bis 1871 | Karl Wilhelm Gebert                | Altliberal, BKV | 0    |
| Reichstagswahl 1871 bis 1874         | Hermann Köchly                     | DFP             |      |
| Reichstagswahl 1874 bis 1877         | Léonçe von Könneritz               | DRP             |      |
| Reichstagswahl 1877 bis 1878         | Karl Heinrich                      | DFP             | 0    |
| Reichstagswahl 1878 bis 1903         | Arnold Woldemar von Frege-Weltzien | DKP             |      |
| Reichstagswahl 1903 bis 1907         | Georg Schöpflin                    | SPD             |      |
| Reichstagswahl 1907 bis 1914         | Eduard von Liebert                 | DRP             |      |
| Ersatzwahl 1914 bis 1918             | Karl Ryssel                        | SPD             |      |

## Wahlen

### 1867 (Februar)
Es fand nur ein Wahlgang statt. Die Zahl der gültigen Stimmen betrug 14.355.
| Kandidat            | Partei     | Stimmen | in % | Anmerkungen |
| ------------------- | ---------- | ------- | ---- | ----------- |
| Karl Wilhelm Gebert | Altliberal | 11.539  | 0    | 0           |

### 1867 (August)
Es fand nur ein Wahlgang statt. Die Zahl der gültigen Stimmen betrug 5693.
| Kandidat            | Partei             | Stimmen | in % | Anmerkungen |
| ------------------- | ------------------ | ------- | ---- | ----------- |
| Karl Wilhelm Gebert | Bundesst. / Konst. | 5011    | 0    | 0           |

### 1871
Es fanden zwei Wahlgänge statt. 20.721 Männer waren wahlberechtigt. Die Zahl der gültigen Stimmen betrug im ersten Wahlgang 8602, 51 Stimmen waren ungültig. Die Wahlbeteiligung betrug 41,8 %.
| Kandidat                     | Partei   | Stimmen | in % | Anmerkungen |
| ---------------------------- | -------- | ------- | ---- | ----------- |
| Hermann Köchly               | F        | 3878    | 0    | 0           |
| Hermann von Nostitz-Wallwitz | DRP      | 3874    | 0    | 0           |
| Leonhard von Bonhorst        | S (Lass) | 823     | 0    | 0           |
| 0                            | Sonstige | 27      | 0    | 0           |

Die Zahl der gültigen Stimmen betrug in der Stichwahl 10.060, 41 Stimmen waren ungültig. Die Wahlbeteiligung betrug 48,7 %.
| Kandidat                     | Partei | Stimmen | in % | Anmerkungen |
| ---------------------------- | ------ | ------- | ---- | ----------- |
| Hermann Köchly               | F      | 5071    | 0    | 0           |
| Hermann von Nostitz-Wallwitz | DRP    | 4989    | 0    | 0           |

### 1874
Es fanden zwei Wahlgänge statt. 22.144 Männer waren wahlberechtigt. Die Zahl der gültigen Stimmen betrug im ersten Wahlgang 11.345, 74 Stimmen waren ungültig. Die Wahlbeteiligung betrug 51,6 %.
| Kandidat             | Partei   | Stimmen | in % | Anmerkungen |
| -------------------- | -------- | ------- | ---- | ----------- |
| Léonçe von Könneritz | DRP      | 4765    | 0    | 0           |
| Buchhändler Fink     | S (Eis)  | 3844    | 0    | 0           |
| Redakteur Siegel     | NLP      | 2721    | 0    | 0           |
| 0                    | Sonstige | 15      | 0    | 0           |

Die Zahl der gültigen Stimmen betrug in der Stichwahl 13.728, 86 Stimmen waren ungültig. Die Wahlbeteiligung betrug 62,4 %.
| Kandidat             | Partei  | Stimmen | in % | Anmerkungen |
| -------------------- | ------- | ------- | ---- | ----------- |
| Léonçe von Könneritz | DRP     | 7409    | 0    | 0           |
| Buchhändler Fink     | S (Eis) | 6319    | 0    | 0           |

### Ersatzwahl 1876
Von Könneritz legte sein Mandat am 2. Februar 1876 wegen der Beförderung zum Finanzminister nieder. Daher erfolgte eine Ersatzwahl am 21. Oktober 1876. Diese gewann von Könneritz mit 7136 Stimmen. Der Sozialdemokrat Fink erhielt 3235 Stimmen.

### 1877
Es fanden zwei Wahlgänge statt. 23.115 Männer waren wahlberechtigt. Die Zahl der gültigen Stimmen betrug im ersten Wahlgang 13.097, 53 Stimmen waren ungültig. Die Wahlbeteiligung betrug 56,9 %.
| Kandidat                   | Partei   | Stimmen | in % | Anmerkungen                    |
| -------------------------- | -------- | ------- | ---- | ------------------------------ |
| Karl Heinrich              | K        | 5366    | 0    | 0                              |
| Bruno Geiser               | S        | 3868    | 0    | 0                              |
| Wilhelm Eduard Hugo Scharf | NLP      | 3787    | 0    | Kaufmann und Stadtrat, Leipzig |
| 0                          | F        | 57      | 0    | 0                              |
| 0                          | Sonstige | 19      | 0    | 0                              |

Die Zahl der gültigen Stimmen betrug in der Stichwahl 15.050, 86 Stimmen waren ungültig. Die Wahlbeteiligung betrug 65,5 %.
| Kandidat      | Partei | Stimmen | in % | Anmerkungen |
| ------------- | ------ | ------- | ---- | ----------- |
| Karl Heinrich | K      | 8226    | 0    | 0           |
| Bruno Geiser  | S      | 6824    | 0    | 0           |

### 1878
Es fanden zwei Wahlgänge statt. 23.467 Männer waren wahlberechtigt. Die Zahl der gültigen Stimmen betrug im ersten Wahlgang 13.889, 51 Stimmen waren ungültig. Die Wahlbeteiligung betrug 59,4 %.
| Kandidat                           | Partei   | Stimmen | in % | Anmerkungen                     |
| ---------------------------------- | -------- | ------- | ---- | ------------------------------- |
| Arnold Woldemar von Frege-Weltzien | K        | 6828    | 0    | 0                               |
| Bruno Geiser                       | S        | 4954    | 0    | 0                               |
| Ludwig Jerrmann                    | NLP      | 2074    | 0    | Eisengießereibesitzer, Plagwitz |
| 0                                  | Sonstige | 32      | 0    | 0                               |

Die Zahl der gültigen Stimmen betrug in der Stichwahl 14.537, 65 Stimmen waren ungültig. Die Wahlbeteiligung betrug 62,2 %.
| Kandidat                           | Partei | Stimmen | in % | Anmerkungen |
| ---------------------------------- | ------ | ------- | ---- | ----------- |
| Arnold Woldemar von Frege-Weltzien | K      | 8599    | 0    | 0           |
| Bruno Geiser                       | S      | 5938    | 0    | 0           |

### 1881
Es fand ein Wahlgang statt. 23.392 Männer waren wahlberechtigt. Die Zahl der gültigen Stimmen betrug 10.767, 66 Stimmen waren ungültig. Die Wahlbeteiligung betrug 46,3 %.
| Kandidat                           | Partei   | Stimmen | in % | Anmerkungen |
| ---------------------------------- | -------- | ------- | ---- | ----------- |
| Arnold Woldemar von Frege-Weltzien | K        | 5585    | 0    | 0           |
| Carl Friedrich Julius Beeger       | F        | 4082    | 0    | Lehrer      |
| Bruno Geiser                       | S        | 1083    | 0    | 0           |
| 0                                  | Sonstige | 14      | 0    | 0           |

### 1884
Es fand ein Wahlgang statt. 23.427 Männer waren wahlberechtigt. Die Zahl der abgegebenen Stimmen betrug 12.327, 54 Stimmen waren ungültig. Die Wahlbeteiligung betrug 52,8 %.
| Kandidat                           | Partei   | Stimmen | in % | Anmerkungen |
| ---------------------------------- | -------- | ------- | ---- | ----------- |
| Arnold Woldemar von Frege-Weltzien | K        | 7110    | 0    | 0           |
| 0                                  | F        | 3239    | 0    | 0           |
| 0                                  | S        | 1945    | 0    | 0           |
| 0                                  | Sonstige | 33      | 0    | 0           |

### 1887
Die Kartellparteien NLP und Konservative einigten sich auf Arnold Woldemar von Frege-Weltzien als gemeinsamen Kandidaten. Es fand ein Wahlgang statt. 24.270 Männer waren wahlberechtigt. Die Zahl der abgegebenen Stimmen betrug 18.000, 129 Stimmen waren ungültig. Die Wahlbeteiligung betrug 74,7 %.
| Kandidat                           | Partei   | Stimmen | in % | Anmerkungen |
| ---------------------------------- | -------- | ------- | ---- | ----------- |
| Arnold Woldemar von Frege-Weltzien | K        | 14.022  | 0    | 0           |
| 0                                  | F        | 610     | 0    | 0           |
| 0                                  | S        | 3355    | 0    | 0           |
| 0                                  | Sonstige | 13      | 0    | 0           |

### 1890
Die Kartellparteien NLP und Konservative einigten sich erneut auf Arnold Woldemar von Frege-Weltzien als gemeinsamen Kandidaten.
Es fand ein Wahlgang statt. 24.645 Männer waren wahlberechtigt. Die Zahl der abgegebenen Stimmen betrug 19.093, 100 Stimmen waren ungültig. Die Wahlbeteiligung betrug 77,5 %.
| Kandidat                           | Partei   | Stimmen | in % | Anmerkungen                              |
| ---------------------------------- | -------- | ------- | ---- | ---------------------------------------- |
| Arnold Perls                       | DF       | 1664    | 8,8  | Schriftsteller, Stadtverordneter, Berlin |
| Arnold Woldemar von Frege-Weltzien | K        | 11.558  | 60,8 | 0                                        |
| Heinrich Stolle                    | SPD      | 5747    | 30,3 | 0                                        |
| 0                                  | Sonstige | 24      | 0,1  | 0                                        |

### 1893
Neben NLP und Konservativen unterstützten auch DS und BdL den konservativen Kandidaten. Es fand ein Wahlgang statt. 25.419 Männer waren wahlberechtigt. Die Zahl der abgegebenen Stimmen betrug 19.377, 144 Stimmen waren ungültig. Die Wahlbeteiligung betrug 76,2 %.
| Kandidat                           | Partei   | Stimmen | in % | Anmerkungen |
| ---------------------------------- | -------- | ------- | ---- | ----------- |
| Max Langhammer                     | FVP      | 2283    | 11,9 | 0           |
| Arnold Woldemar von Frege-Weltzien | K        | 10.605  | 55,1 | 0           |
| Heinrich Stolle                    | SPD      | 6341    | 33,0 | 0           |
| 0                                  | Sonstige | 4       | 0,0  | 0           |

### 1898
Arnold Woldemar von Frege-Weltzien erhielt die gleiche Unterstützung wie bei der vorherigen Wahl. Lediglich der DSR stellte einen Sonderkandidaten auf. Es fand ein Wahlgang statt. 25.613 Männer waren wahlberechtigt. Die Zahl der abgegebenen Stimmen betrug 17.533, 116 Stimmen waren ungültig. Die Wahlbeteiligung betrug 68,5 %.
| Kandidat                           | Partei   | Stimmen | in % | Anmerkungen |
| ---------------------------------- | -------- | ------- | ---- | ----------- |
| Oswald Zimmermann                  | DSR      | 1431    | 8,2  | 0           |
| Arnold Woldemar von Frege-Weltzien | K        | 9332    | 53,6 | 0           |
| Heinrich Stolle                    | SPD      | 6640    | 38,1 | 0           |
| 0                                  | Sonstige | 14      | 0,1  | 0           |

### 1903
Die Ordnungsparteien unterstützten den konservativen Kandidaten. Es fanden zwei Wahlgänge statt. 26.940 Männer waren wahlberechtigt. Die Zahl der abgegebenen Stimmen betrug im ersten Wahlgang 22.481, 103 Stimmen waren ungültig. Die Wahlbeteiligung betrug 83,4 %.
| Kandidat        | Partei   | Stimmen | in % | Anmerkungen                     |
| --------------- | -------- | ------- | ---- | ------------------------------- |
| Karl Junghans   | FVP      | 3162    | 14,1 | Buchdruckereibesitzer, Leipzig  |
| Peter Platzmann | K        | 8804    | 39,3 | Rittergutsbesitzer, Renkersdorf |
| Georg Schöpflin | SPD      | 10.403  | 46,4 | 0                               |
| 0               | Sonstige | 9       | 0,1  | 0                               |

In der Stichwahl sind keine Wahlaufrufe überliefert. Die Zahl der abgegebenen Stimmen betrug in der Stichwahl 23.617, 231 Stimmen waren ungültig. Die Wahlbeteiligung betrug 87,7 %.
| Kandidat        | Partei | Stimmen | in % | Anmerkungen |
| --------------- | ------ | ------- | ---- | ----------- |
| Peter Platzmann | K      | 10.688  | 45,7 | 0           |
| Georg Schöpflin | SPD    | 12.698  | 54,2 | 0           |

### 1907
Die Ordnungsparteien unterstützten den konservativen Kandidaten. Erneut kam es zu einer Sonderkandidatur der Antisemiten. Die FVP stellte keinen eigenen Kandidaten auf, verweigerte sich aber der Unterstützung Lieberts. Die Mittelstandsvereinigung rief zur Wahl von Fritzsche oder Liebert auf. Es fanden zwei Wahlgänge statt. 27.505 Männer waren wahlberechtigt. Die Zahl der abgegebenen Stimmen betrug im ersten Wahlgang 25.491, 105 Stimmen waren ungültig. Die Wahlbeteiligung betrug 92,7 %.
| Kandidat                       | Partei   | Stimmen | in % | Anmerkungen                |
| ------------------------------ | -------- | ------- | ---- | -------------------------- |
| Gustav Bernhard Karl Fritzsche | DR       | 4756    | 18,7 | Kaufmann, Leipzig-Reudnitz |
| Eduard von Liebert             | RP       | 10.812  | 42,6 | 0                          |
| Georg Schöpflin                | SPD      | 9811    | 38,7 | 0                          |
| 0                              | Sonstige | 7       | 0,0  | 0                          |

Die Zahl der abgegebenen Stimmen betrug in der Stichwahl 25.492, 192 Stimmen waren ungültig. Die Wahlbeteiligung betrug 92,7 %.
| Kandidat           | Partei | Stimmen | in % | Anmerkungen |
| ------------------ | ------ | ------- | ---- | ----------- |
| Eduard von Liebert | RP     | 14.378  | 56,8 | 0           |
| Georg Schöpflin    | SPD    | 10.922  | 43,2 | 0           |

### 1912
Während Liebert die Unterstützung aller rechten Parteien erhielt, trat Nitzschke als gesamtliberaler Kandidat mit Unterstützung der FoVp an. Es fanden zwei Wahlgänge statt. 28.671 Männer waren wahlberechtigt. Die Zahl der abgegebenen Stimmen betrug im ersten Wahlgang 26.238, 112 Stimmen waren ungültig. Die Wahlbeteiligung betrug 91,5 %.
| Kandidat           | Partei   | Stimmen | in % | Anmerkungen |
| ------------------ | -------- | ------- | ---- | ----------- |
| Emil Nitzschke     | NLP      | 7217    | 27,6 | 0           |
| Eduard von Liebert | RP       | 7331    | 28,1 | 0           |
| Karl Ryssel        | SPD      | 11.566  | 44,3 | 0           |
| 0                  | Sonstige | 12      | 0,0  | 0           |

In der Stichwahl rief die NLP zur Wahl von Liebert, die FoVp zur Wahlenthaltung auf. Die Zahl der abgegebenen Stimmen betrug in der Stichwahl 26.651, 512 Stimmen waren ungültig. Die Wahlbeteiligung betrug 93,0 %.
| Kandidat           | Partei | Stimmen | in % | Anmerkungen |
| ------------------ | ------ | ------- | ---- | ----------- |
| Eduard von Liebert | RP     | 13.081  | 50,0 | 0           |
| Karl Ryssel        | SPD    | 13.058  | 50,0 | 0           |

### Ersatzwahl 1914
Es fanden zwei Wahlgänge statt. Die Hauptwahl erfolgte am 17. März 1914.
| Kandidat           | Partei   | Stimmen | in % | Anmerkungen |
| ------------------ | -------- | ------- | ---- | ----------- |
| Emil Nitzschke     | NLP      | 6519    | 23,9 | 0           |
| Eduard von Liebert | RP       | 8641    | 31,7 | 0           |
| Karl Ryssel        | SPD      | 12.077  | 44,4 | 0           |
| 0                  | Sonstige | 2       | 0,0  | 0           |

Das Ergebnis der Stichwahl war:
| Kandidat           | Partei | Stimmen | in % | Anmerkungen |
| ------------------ | ------ | ------- | ---- | ----------- |
| Eduard von Liebert | RP     | 12.731  | 47,1 | 0           |
| Karl Ryssel        | SPD    | 14.321  | 52,9 | 0           |